# Дмитро-Васильевка
Дмитро-Васильевка — исчезнувшее село в Пожарском районе Приморского края России.

## География
Село располагалось на левом берегу реки Большая Сахалинка (Большой Силан), у подножья хребта Дмитро-Васильевский сопки, в 22 км к юго-востоку от поселка Лучегорск. Ближайший, ныне существующий, населенный пункт — село Нагорное в 8 км к северо-востоку.

## История
Бывшее немецкое лютеранское село, основано в 1909 г. До 1917 г. входило в состав Тихоновской волости Иманского уезда приморской области. Лютеранский приход — Владивосток. В 1926 году центр одноименного сельсовета Калиниского района Хабаровской округи, в селе значатся 42 хозяйства. Точная дата упразднения не установлена. Последний раз отмечено на административной карте 1957 г.

## Население[1]
| год       | 1912 | 1915 | 1923 | 1926 |
| --------- | ---- | ---- | ---- | ---- |
| население | 32   | 200  | 114  | 170  |